# FastTrack
FastTrack é um protocolo P2P (ponto-a-ponto). FastTrack (FT) é uma rede que ficou conhecida pelo programa Kazaa, baseava-se em envios de arquivos compartilhados entre nodos. Isso reduzia a banda necessário para a pesquisa, mas necessitava de mais recursos de memória dos nodos.
Perseguida e até mesmo monitorada pela indústria fonográfica, a mesma chegava a inserir arquivos defeituosos para tentar pausar o crescimento da rede. Hoje esta rede está praticamente infuncional deu vaga ao OpenFT que visava uma atualização do Modelo FT mas que na verdade herdou pouco do protocolo.